# Kantiemirowka
Kantiemirowka (ros. Кантемировка) – osiedle typu miejskiego w Rosji, w obwodzie woroneskim, ośrodek administracyjny rejonu kantiemirowskiego. W 2021 liczyło 10 715 mieszkańców.

## Urodzeni
- Aleksandr Jefimow - radziecki wojskowy.
- Wiaczesław Łobkow - radziecki polityk.
- Jewhen Płużnyk - ukraiński pisarz.